# The International (esport)
The International je každoroční mistrovství světa hráčů Doty 2, které pořádá herní společnost Valve. První ročník se konal v srpnu roku 2014 na Gamescomu a od té doby je mistrovství pořádáno každoročně. V roce 2020 se turnaj kvůli pandemii covidu-19 nekonal. Mistrovství se účastní celkem 18 týmů; 12 týmů je do něho pozváno přímo ze systému turnajů Dota Pro Circuit a šest týmů do něho postupuje po vítězství v regionálních kvalifikacích v play-off, kterými jsou oblasti Severní Amerika, Jižní Amerika, jihovýchodní Asie, Čína, Evropa a regiony SNS (jeden tým z každé oblasti). Úřadujícím šampionem je tým OG, který mimo jiné zvítězil v turnaji jako jediný dvakrát.
Od roku 2013 jsou výhry financovány prostřednictvím příjmů (25 %) z battle passu. V celosvětovém měřítku se jedná o esport událost s nejhodnotnější výhrou, která se každý rok navíc zvyšuje. V roce 2019 se jednalo o částku větší než 34 milionů dolarů. Vítězové obdrží trofej Aegis of Champions.